# 燃烧吧，营火，蓝色的夜晚
《燃烧吧，营火，蓝色的夜晚》（俄语：Взвейтесь кострами, синие ночи）为苏联少年先锋队队歌，创作于1922年。歌曲词作者是诗人亚历山大·阿列克谢维奇·扎罗夫，曲作者是钢琴家谢尔盖·菲奥多罗维奇·凯丹-杰什金。
《共产儿童团歌》使用了此歌的旋律。

## 创作
据词作者扎罗夫回忆，在1922年苏联共青团中央委员会会议上，列宁的妻子克鲁普斯卡娅提出为先锋运动创作一首歌曲。而扎罗夫被指派在两周内完成这一创作。德米特里·安德烈耶维奇·富尔马诺夫建议扎罗夫在著名歌曲的基础上创作歌词，扎罗夫在莫斯科大剧院听完法国作曲家夏尔·古诺的歌剧《浮士德》之后创作了歌曲的歌词。之后凯丹-杰什金为歌词谱了曲。

## 歌词
Взвейтесь кострами,

Синие ночи!

Мы пионеры —

Дети рабочих!

 Близится эра

 Светлых годов,

 Клич пионеров:

 «Всегда Будь готов!»

## 翻译
燃烧吧,营火,

蓝色的夜晚！

我们是开拓者

工人的孩子！

时代来临了

灿烂的岁月，

先锋号召：

“时刻准备着！”